# Frontière entre l'Ontario et le Québec
La frontière entre l'Ontario et le Québec est un segment de frontière séparant les provinces de l'Ontario et du Québec au Canada. Cette frontière est délimitée et démarquée mais son tracé qui a fait l'objet d'une entente interprovinciale en 1980 n'est pas officiel puisqu'il n'a pas été ratifié par le gouvernement canadien.

## Tracé de la frontière
La frontière entre l'Ontario et le Québec est définie de la façon suivante :
- la frontière commence à l'intersection du 45e parallèle, séparant vers l'est le Canada et les États-Unis, et du fleuve Saint-Laurent ;
- elle suit ensuite le chenal du lac Saint-François et du Saint-Laurent situé environ au milieu de ces étendues d'eau ;
- elle traverse ensuite le secteur de Vaudreuil-Soulange en se dirigeant vers le nord jusqu'à la rivière des Outaouais ;
- à partir de l'intersection avec la rivière des Outaouais, elle suit le milieu de cette rivière jusqu'au lac Témiscamingue ;
- elle traverse le lac Témiscamingue en son centre jusqu'au point d'intersection avec le méridien de longitude 79 degré 31 minutes ouest ;
- elle suit ensuite ce méridien jusqu'à la baie James où elle rencontre le point de trijonction entre le Nunavut, l'Ontario et le Québec[2].

## Historique
La frontière entre l'Ontario et le Québec a subi de nombreuses modifications et fait l'objet de nombreux traités.

## Incertitudes
Le territoire du Québec a été qualifié d'« incertain » par des spécialistes de la question. Il existe quelques incertitudes sur le territoire québécois qui sont dues à la frontière le séparant de l'Ontario.